# Emoia ponapea
Emoia ponapea là một loài thằn lằn trong họ Scincidae. Loài này được Kiester mô tả khoa học đầu tiên năm 1982.